# (1401) Lavonne
(1401) Lavonne est un astéroïde de la ceinture principale découvert le 22 octobre 1935 par l'astronome belge Eugène Joseph Delporte.

## Historique
Le lieu de découverte, par l'astronome belge Eugène Joseph Delporte, est Uccle.
Sa désignation provisoire, lors de sa découverte le 22 octobre 1935, était 1935 UD.

## Caractéristiques
Sa distance minimale d'intersection de l'orbite terrestre est de 0,833 191 ua.